# Syconycteris carolinae
Syconycteris carolinae é uma espécie de morcego da família Pteropodidae. Endêmica da Indonésia, onde é somente encontrada em Halmahera e Bacan.